# Bye Bye Nerdie
"Bye Bye Nerdie" är avsnitt 16 från säsong tolv av Simpsons och sändes på Fox i USA den 11 mars 2001. I avsnittet börjar den nya tjejen Francine i Lisas klass, och Francine mobbar Lisa. Lisa försöker ta reda på varför hon gör det och hur hon kan stoppa henne. Homer börjar under tiden med att skydda barnen i Springfield. Avsnittet skrevs av John Frink och Don Payne, den ursprungliga idén var att Lisa skulle skickas till ungdomsanstalt efter att hon slagit rektorn då hon tröttnat på Francine. Avsnittet regisserades av Lauren MacMullan och var det första avsnittet som hon regisserade. Kathy Griffin gästskådespelar som Francine, Marcia Wallace som Edna Krabappel och Jan Hooks som Manjula Nahasapeemapetilon.

## Handling
Francine, en ny tjej börjar i Lisas klass på Springfield Elementary School. Lisa försöker bli vän med henne men det går inte bra och Francine mobbar Lisa. Lisa försöker bli vän med henne utan att lyckas. Lisa försöker då söka skydd hos killarna som mobbar,  Nelson, Dolph, Jimbo och Kearney men de vägrar. Lisa börjar då själv försöka få Francine att sluta mobba henne. Homer är hemma med Marge och Maggie och de får besök av en försäljare av barnsäkerhetsprylar. Homer och Marge tycker att det är för dyrt så Homer börjar själv säkra huset åt Maggie till ett mycket lägre pris.
Homer börjar hjälpa andra i Springfield med att skydda sina barn från olyckor. Han upptäcker snart att det inte var en bra idé eftersom många av andra förlorar pengar på att barn inte skadar sig och han slutar med det. Lisa upptäcker att mobbarna luktar sig till nördarna efter att hon tagit svett från skolans nördar och besprutat Drederick Tatums tröja med deras svett och Nelson börjar slå honom även om han inte förstår varför. Lisa presenterar sin upptäckt på en vetenskapsmässa genom att visa vad som kan få stopp på Francine att mobba. Hon besprutar sig med salladsdressing som döljer nördsvetten. Professorerna ser det och gillar det och ger henne första pris, ett presentkort på J.C. Penney. Francine börjar sen löpa amok och mobba alla professorer som är på mässan.

## Produktion
Avsnittet skrevs av John Frink och Don Payne. "Bye Bye Nerdie" regisserades av Lauren MacMullan och var det första avsnittet som hon regisserades. Kathy Griffin gästskådespelar som Francine. MacMullan designande henne och försökte få henne se ut som en professionell mobbare. Även Marcia Wallace gästskådespelar som Edna Krabappel och Jan Hooks som Manjula Nahasapeemapetilon. Avsnittet kallades först "Lisa the Bully" eftersom från början skulle Lisa slå till Francine eftersom hon tröttat på henne men hon skulle missa henne och slå Seymour Skinner istället och skickas till en ungdomsanstalt där hon får göra piratkopierade jeans. De la in scener som visar hur det är att vara ny elev i en skola som är baserad på deras egna upplevelser och ville att avsnittet skulle visa att de som är annorlunda eller konstiga ofta blir ensamma. Delen när familjen får besök av försäljaren är baserat på en försäljare som besökte Payne och hans gravida fru. Payne tycker att försäljaren försökte få en känna sig som den värsta människan i världen och att huset är en dödsfälla. Försäljaren som spelas av Tress MacNeille gör just det med Homer och Marge. Sången "Always Safety First" spelas då Homer senare säkrar barnen i Springfield.

## Mottagande
Avsnittet sändes på Fox i USA den 11 mars 2001. Avsnittet sågs av 8,8 miljoner hushåll med en Nielsen ratings på 8,7 och hamnade på plats 26 över mest sedda under veckan och sågs av 14 % av alla tittare. Hos DVD Movie Guide har Colin Jacobson kommenterat avsnittet med att det inte finns så mycket att säga om det, det är ett av de bättre avsnitten från säsongen. De två handlingarna är bra, avsnittet har lite dåligt slut men har en del bra bitar vilket gör det intressant och underhållande. Mac McEntire på DVD Verdict anser att scenen då barnen diskuterar den nya eleven är den bästa delen i avsnittet. I tidningen Nature har avsnittet placerats på deras tio i topplista över bästa ögonblick med vetenskap i serien. I avsnittet säger Professor Frink att pi är exakt tre för att få uppmärksamhet från professorerna. Scenen har använts av Sarah J. Greenwald på Appalachian State University och Andrew Nestler på Santa Monica College för att lära studenterna om pi.